# Partia Libertariańska (Hiszpania)
Partia Libertariańska (hiszp. Partido Libertario, P-LIB) – hiszpańska partia polityczna o profilu libertariańskim, powstała 2 lipca 2009. Podczas pierwszego kongresu 25 września 2010 na przewodniczącego partii został wybrany Juan Pina. W czasie drugiego kongresu 23 czerwca 2012 jego kadencja została przedłużona. 
W 2015 partia zmieniła swoją nazwę z Partido de la Libertad Individual (Partia dla Wolności Indywidualnej) na aktualną Partido Libertario (Partia Libertariańska), co miało podkreślić jej związek ideowy z amerykańską Partią Libertariańską i innymi ugrupowaniami nurtu libertariańskiego.